# Liste der Biografien/Bauc
Liste der Biografien |
Portal Biografien |
Personensuche
# |
A |
B |
C |
D |
E |
F |
G |
H |
I |
J |
K |
L |
M |
N |
O |
P |
Q |
R |
S |
T |
U |
V |
W |
X |
Y |
Z |
?
 
Ba |
Be |
Bd |
Bg |
Bh |
Bi |
Bj |
Bl |
Bm |
Bn |
Bo |
Br |
Bs |
Bu |
Bw |
By |
Bz
 
Baa |
Bab |
Bac |
Bad |
Bae |
Baf |
Bag |
Bah |
Bai |
Baj |
Bak |
Bal |
Bam |
Ban |
Bao |
Bap |
Baq |
Bar |
Bas |
Bat |
Bau |
Bav |
Baw |
Bax–Baz
 
Baub |
Bauc |
Baud |
Baue |
Bauf |
Baug |
Bauh |
Bauk |
Baul |
Baum |
Baun |
Baup |
Bauq |
Baur |
Baus |
Baut |
Bauv |
Bauw |
Baux |
Bauy |
Bauz
Die Liste der Biografien führt alle Personen auf, die in der deutschsprachigen Wikipedia einen Artikel haben. Dieses ist eine Teilliste mit 61 Einträgen von Personen, deren Namen mit den Buchstaben „Bauc“ beginnt.

## Bauc
- Bauć, Piotr (* 1960), polnischer Politiker, Mitglied des Sejm

### Bauch
- Bauch, Adalbert (* 1939), deutscher Politiker (DDR-CDU, ab 1990 CDU)
- Bauch, Andreas (1908–1985), deutscher römisch-katholischer Theologe
- Bauch, Andreas (* 1985), österreichischer Basketballspieler
- Bauch, Botho (1897–1973), deutscher Jurist und Staatsbeamter
- Bauch, Bruno (1877–1942), deutscher Philosoph, Neukantianer
- Bauch, Eduard (1876–1936), Bürgermeister von Bad Kissingen
- Bauch, Emil (* 1823), deutscher Genre- und Porträtmaler
- Bauch, Erhart (1921–1991), deutscher Illustrator, Direktor der Fachschule für Werbung und Gestaltung
- Bauch, Georg (1820–1886), deutscher Politiker (Zentrum), MdR
- Bauch, Georg Curt (1887–1967), deutscher Bildnismaler und Bildhauer
- Bauch, Günther (* 1939), deutscher Ringer
- Bauch, Gustav (1848–1924), deutscher Lehrer und Historiker
- Bauch, Herbert (* 1957), deutscher Boxer
- Bauch, Hermann (1856–1924), schlesischer Mundartdichter und Autor
- Bauch, Hermann (1929–2006), österreichischer Maler
- Bauch, Jan (1898–1995), tschechischer Maler und Bildhauer
- Bauch, Johannes (1934–2022), deutscher Diplomat
- Bauch, Jost (1949–2018), deutscher Soziologe und Publizist
- Bauch, Karl Friedrich (1820–1885), deutscher Kaufmann und Politiker
- Bauch, Kirstin (* 1980), deutsche Politikerin (Bündnis 90/Die Grünen)Kirstin Bauch (* 1980)

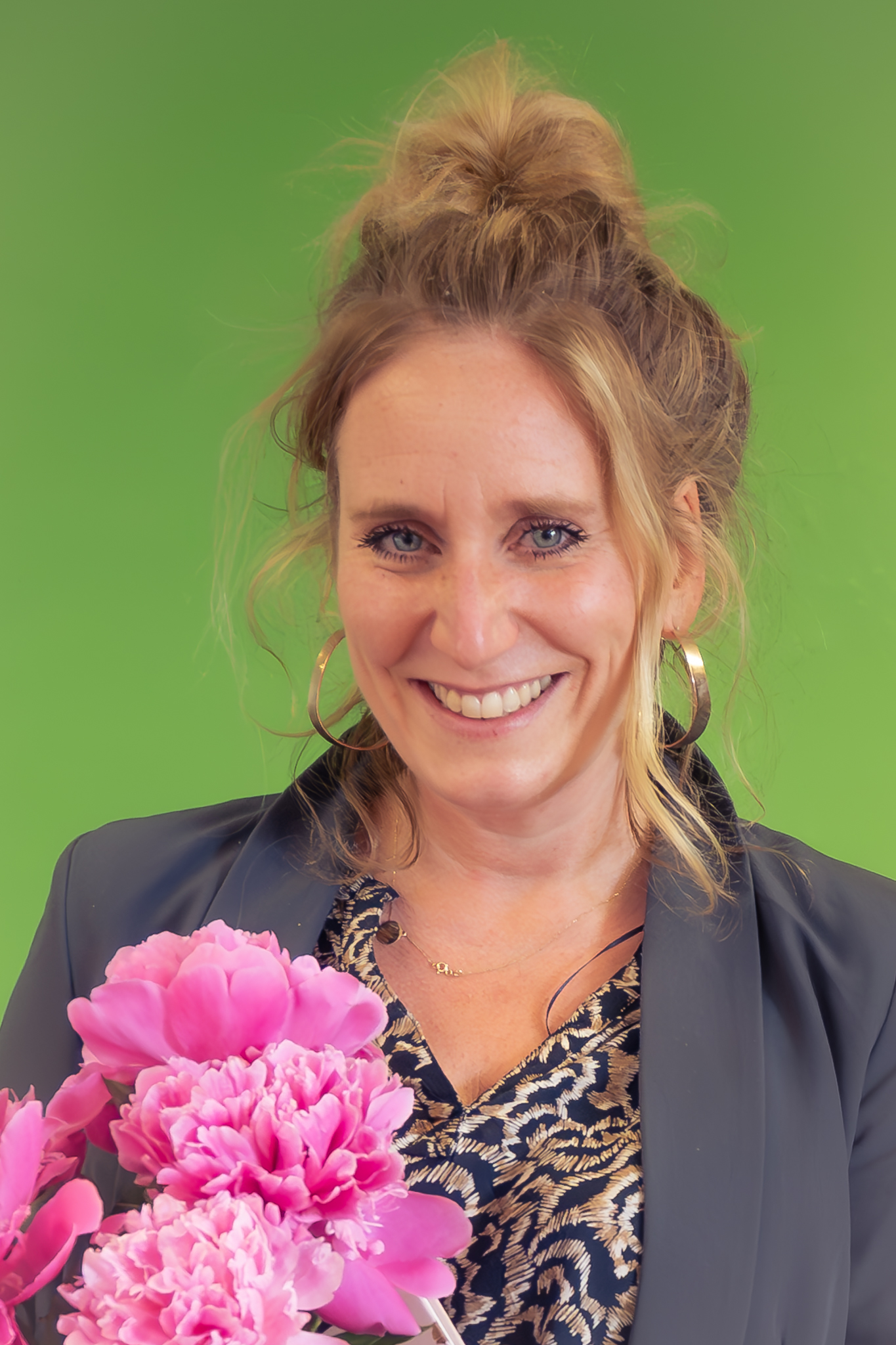
Kirstin Bauch (* 1980)

- Bauch, Kurt (1897–1975), deutscher Kunsthistoriker
- Bauch, Marc (* 1973), deutscher Amerikanist, Gymnasiallehrer und Autor
- Bauch, Martin (* 1950), deutscher Kommunalpolitiker (SPD)
- Bauch, Michael (* 1951), deutscher Maler
- Bauch, Robert (1897–1957), deutscher Botaniker, Ökologe und Genetiker
- Bauch, Rudolf (1846–1910), deutscher Kaufmann und Politiker
- Bauch, Siegfried (* 1934), deutscher Generaldirektor des VEB Textilkombinat in Cottbus
- Bauch, Werner (1902–1983), deutscher Landschaftsarchitekt und Hochschullehrer
- Bauchant, André (1873–1958), französischer Maler der Naiven Malerei
- Bauchau, Henry (1913–2012), belgischer Autor und Psychotherapeut
- Bauchau, Patrick (* 1938), belgischer Schauspieler
- Bauche, Burkhard (* 1966), deutscher Pianist, Dirigent, Entertainer, Musiker und Dozent
- Bauche, Henri (1880–1947), französischer Schriftsteller und Romanist
- Bauche, Ulrich (1928–2020), deutscher Kulturhistoriker und Volkskundler
- Bauche, Vanessa (* 1973), mexikanische Schauspielerin
- Bauche, Wilhelm (1899–1959), deutscher Grafiker und Kulturfunktionär
- Bauche-Eppers, Eva (* 1954), deutsche Schriftstellerin und Übersetzerin
- Bauchens, Anne (1882–1967), US-amerikanische Filmeditorin
- Baucher, François (1796–1873), französischer Meister der Pferdedressur
- Bauchet, Arthur (* 2000), französischer Para-Sportler
- Bauchet, François (* 1948), französischer Designer
- Bauchhenß, Gerhard (* 1942), deutscher Klassischer Archäologe
- Bauchinger, Josef (1880–1962), österreichischer Bauer und Politiker, Landtagsabgeordneter
- Bauchinger, Matthäus (1851–1934), österreichischer Geistlicher und Politiker (CS), Landtagsabgeordneter
- Bauchspieß, Bernd (1939–2024), deutscher Fußballspieler
- Bauchwitz, Fritz (1924–2009), österreichisch-amerikanischer Hörfunkjournalist und -moderator bei Radio Bremen
- Bauchwitz, Kurt (1890–1974), deutsch-amerikanischer Schriftsteller

### Bauck
- Bauck, Dean (* 1954), kanadischer Hochspringer
- Bauck, Elisabeth (* 1875), deutsche Schriftstellerin
- Bauck, Jeanna (1840–1926), schwedisch-deutsche Landschafts- und Porträtmalerin
- Bauck, Joachim (1941–2009), deutscher Landwirt und Demeter-Pionier
- Bauck, Matthias Andreas (1765–1835), deutscher Musikpädagoge und Kirchenmusiker
- Baucke, Florian (1719–1779), schlesischer Jesuitenmissionar und Schriftsteller
- Baucke, Heinrich (1875–1915), deutscher Bildhauer des Neobarock
- Bauckhage, Hans-Artur (1943–2018), deutscher Politiker (FDP), MdLHans-Artur Bauckhage (1943–2018)

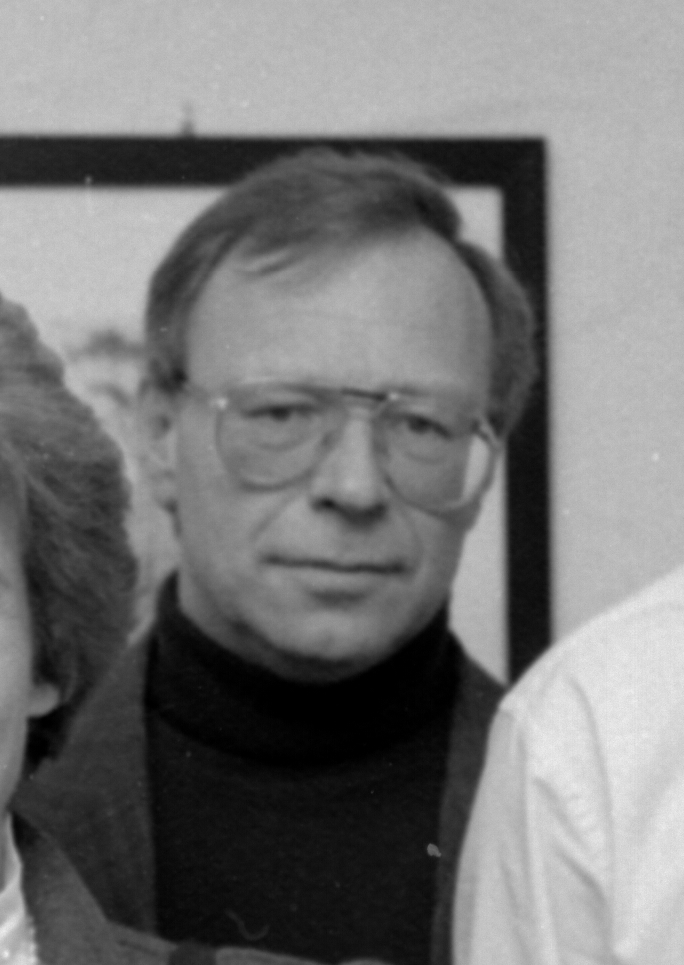
Hans-Artur Bauckhage (1943–2018)

- Bauckham, Richard (* 1946), britischer anglikanischer Theologe
- Bauckholt, Carola (* 1959), deutsche, zeitgenössische Komponistin, Verlegerin und Leiterin des Thürmchen Ensembles
- Bauckholt, Susanne (* 1965), deutsche Seglerin
- Baucks, Martin (* 1961), deutscher Schauspieler, Regisseur, Dramaturg und Autor

### Baucu
- Baucus, Max (* 1941), US-amerikanischer Politiker